# Polyporus squamosus
Il Polyporus squamosus (Huds.:Fr.) è una specie molto conosciuta della famiglia delle Polyporaceae.
Può essere sia parassita che saprofita, in quanto cresce indifferentemente su legno sia vivo che marcescente.

## Descrizione della specie
Cappello
Carnoso, poi coriaceo, circolare o a forma di ventaglio; colore ocraceo-crema o giallo, coperto da scaglie o squame concentriche bruno-scure; 10–40 cm di apertura massima.
Tubuli
Decorrenti verso il gambo; bianchi e poi nocciola.
Pori
Piccoli, poi grandi, irregolari ed angolosi; da biancastri a bianco-gialli.
Gambo
Eccentrico, grosso e corto, nerastro alla base.
Carne
Bianca, elastica e succulente nel carpoforo fresco, poi coriacea e legnosa.
- Odore: gradevole di farina.
- Sapore: dolciastro.

Spore
Oblungo-ellittiche, bianche in massa, lisce, non amiloidi, con apice evidente, 10-15 x 4-6 µm.

## Habitat
Cresce su ceppaie e tronchi di alberi vivi o morti, specialmente latifoglie, in primavera-estate.

## Commestibilità
Discreta da giovane, altrimenti è immangiabile per via della carne che diventa legnosa.

## Etimologia
Dal latino squamosus = squamoso, per il suo cappello coperto da squame.

## Sinonimi

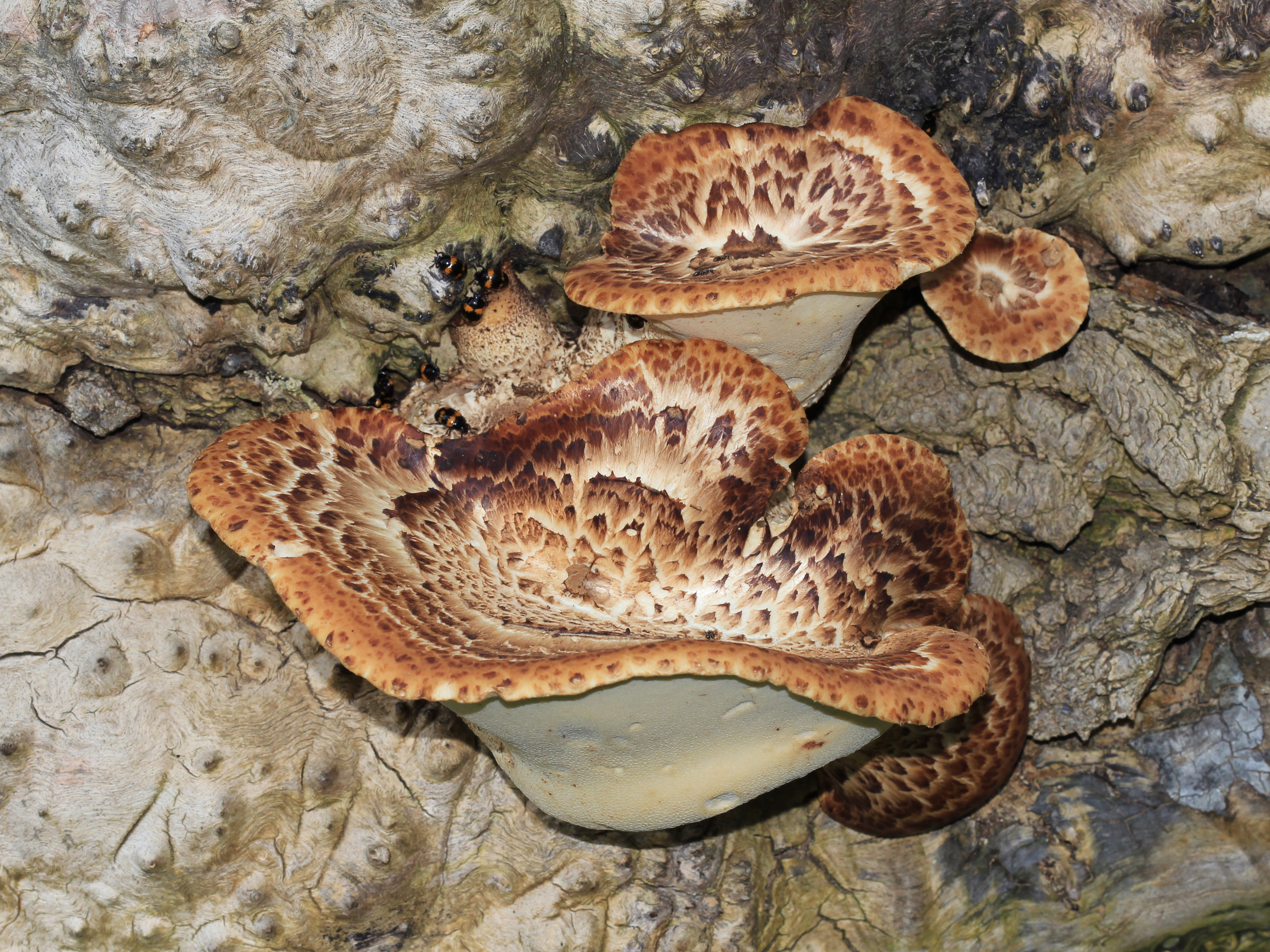
Polyporus squamosus.

- Agarico-pulpa ulmi Paulet, Traité Champ., Atlas 2: 102 (1793)
- Boletus cellulosus Lightf., Flora Scotica: 1032 (1778)
- Boletus juglandis Schaeff., Icones 2: tab. 101, fig. 102 (1774)
- Boletus maximus Schumach., Enum. pl. (Kjbenhavn) 2: 381 (1803)
- Boletus michelii (Fr.) Pollini, Flora veronensis, III: 618 (1824)
- Boletus polymorphus Bull., Hist. Champ. France (Paris) 3: 345 (1791)
- Boletus rangiferinus Bolton, Hist. fung. Halifax 3: 138 (1792)
- Boletus squamosus Huds., Flora angl.: 626 (1778)
- Bresadolia caucasica Shestunov, in Magnus, Hedwigia 49: 101 (1910)
- Bresadolia paradoxa Speg., An. Soc. cient. argent. 16: 277 (1883)
- Bresadolia squamosa (Huds.) Teixeira, Revista Brasileira de Botânica 9(1): 43 (1986)
- Cerioporus michelii (Fr.) Quél., Enchiridion Fungorum, in Europa Media Præsertim in Gallia Vigentium (Paris): 167 (1886)
- Cerioporus rostkowii (Fr.) Quél., Enchiridion Fungorum, in Europa Media Præsertim in Gallia Vigentium (Paris): 167 (1886)
- Cerioporus squamosus (Huds.) Quél., Enchiridion Fungorum, in Europa Media Præsertim in Gallia Vigentium (Paris): 167 (1886)
- Melanopus squamosus (Huds.) Pat., Essai Tax. Hyménomyc.: 80 (1900)
- Polyporellus rostkovii (Fr.) P. Karst., Meddn Soc. Fauna Flora fenn. 5: 38 (1880)
- Polyporellus squamatus (Lloyd) Pilát, Beihefte Bot. Centralbl. 56: 55 (1936)
- Polyporellus squamosus (Huds.) P. Karst., Meddn Soc. Fauna Flora fenn. 5: 38 (1880)
- Polyporellus squamosus f. rostkovii (Fr.) Pilát, Beihefte Bot. Centralbl. 56: 53 (1936)
- Polyporus alpinus Saut., Hedwigia 15: 33 (1876)
- Polyporus caudicinus Murrill, J. Mycol. 9(2): 89 (1903)
- Polyporus dissectus Letell., Hist. Descr. Champ.: 48 (1826)
- Polyporus flabelliformis Pers., Mycol. eur. (Erlanga) 2: 53 (1825)
- Polyporus infundibuliformis Rostk., Deutschl. Flora, III (Pilze) 4(10): 37 (1830)
- Polyporus juglandis (Schaeff.) Pers., Mycol. eur. (Erlanga) 2: 38 (1825)
- Polyporus michelii Fr., Systema mycologicum (Lundae) 1: 343 (1821)
- Polyporus pallidus Schulzer, Hymenomycetes europaei: 533 (1874)
- Polyporus retirugis (Bres.) Ryvarden, in Ryvarden & Johansen, Prelim. Polyp. Fl. E. Afr. (Oslo): 502 (1980)
- Polyporus rostkovii Fr., Epicrisis systematis mycologici (Uppsala): 439 (1838)
- Polyporus squamatus Lloyd, Mycol. Writ. 3 (Syn. Ovinus): 84 (1911)
- Polyporus squamosus f. michelii (Fr.) Bondartsev, Trutovje Griby: 441 (1953)
- Polyporus squamosus f. rostkovii (Fr.) Bondartsev, The Bracket Fungi of the European Part of the U.S.S.R. and the Caucasus: 440 (1953)
- Polyporus squamosus var. maculatus Velen., České Houby 4-5: 664 (1922)
- Polyporus squamosus var. polymorphus (Bull.) P.W. Graff, Mycologia 28: 163 (1939)
- Polyporus ulmi Paulet, Icon. Champ. (1812)
- Polyporus westii Murrill, Bull. Torrey bot. Club 65: 651 (1938)
- Trametes retirugis Bres., Atti Acad. Agiato Rovereto: 6 (1893)